# 徐日炅
徐日炅（1585年—？），改名徐日曦，字闾仲，一字瞻明，號硕菴，浙江衢州府西安县民籍。明朝政治人物。

## 生平
亳州知州徐一之子，萬曆三十四年（1606年）丙午科浙江鄉試舉人，天啓二年（1622年）壬戌科進士。吏部观政，十二月授庐州府推官。以不附魏忠贤，削职归。崇祯初起松江府推官，卒官。著有《烂柯山志》。

## 家族
曾祖徐良甫；祖父徐源，誥贈奉直大夫；父徐一傑，庚午舉人，直隸亳州知州；母郜氏、葉氏、鄭氏，俱贈宜人，生母程氏。慈侍下。娶鄭氏。子徐應至。
兄徐日近，贡士，日近子徐應龍，萬曆丁酉舉人。徐日達，贡士，子徐应豸，万历四十七年己未进士。徐日曙，癸卯舉人。徐日乾，贡士。徐日久，万历三十八年庚戌进士，兵部职方司主事。侄徐应豸，万历四十七年己未进士。